# Haworthia aristata
Haworthia aristata är en grästrädsväxtart som beskrevs av Adrian Hardy Haworth. Haworthia aristata ingår i släktet Haworthia och familjen grästrädsväxter. Inga underarter finns listade i Catalogue of Life.